# Pabellón Deportivo Topolica
El Pabellón Deportivo Topolica (en montenegrino: Sportska dvorana Topolica) es un recinto cubierto deportivo multiusos situado en la ciudad de Bar, una localidad del país europeo de Montenegro. Es el estadio del club de baloncesto Mornar y tiene una capacidad aproximada para recibir hasta 2625 espectadores. El estadio fue inaugurado oficialmente el 23 de noviembre de 2009.